# Crisia recurva
Crisia recurva är en mossdjursart som beskrevs av Heller 1867. Crisia recurva ingår i släktet Crisia och familjen Crisiidae. Inga underarter finns listade i Catalogue of Life.